# Metal Gear Solid 3: Snake Eater
Metal Gear Solid 3: Snake Eater (メタルギアソリッド3 スネークイーター?, Metaru Gia Soriddo 3: Sunēku Ītā) è un videogioco stealth del 2004, sviluppato e pubblicato da Konami per PlayStation 2. Una versione americana ed europea in HD è stata sviluppata per PlayStation 3, Xbox 360 e PlayStation Vita nel 2012.
È il terzo episodio della saga iniziata con Metal Gear Solid (1998), ma, per quanto riguarda la trama, è il primo in ordine cronologico. Il gioco ha una storia ed elementi di tipo fantascientifico, più precisamente di fantapolitica.
Essendo un prequel, permette di capire anche alcuni punti fondamentali della storia degli altri due episodi.
Nel 2007 uscì un seguito semi-canonico: Metal Gear Solid: Portable Ops.
Il 24 maggio 2023 è stato annunciato un Remake per console di nuova generazione e per PC.

## Trama

### Missione Virtuosa
Primavera 1964. In piena guerra fredda un aereo dell'esercito statunitense sorvola lo spazio aereo sovietico con a bordo alcuni membri dell'unità FOX, tra i quali Naked Snake, Major Zero e Para-Medic. Scopo dell'operazione "Missione Virtuosa" è il salvataggio dello scienziato Nikolai Stepanovich Sokolov: questi infatti era riuscito a progettare e costruire un carro armato potentissimo, lo Shagohod, in grado di lanciare, da qualsiasi terreno e posizione, missili nucleari dall'Unione Sovietica contro gli Stati Uniti. Inorridito dalla sua stessa creazione, però, Sokolov riparò negli Stati Uniti senza terminare il progetto. A questo punto, la trama di fantasia si intreccia con la realtà storica: si viene quindi a sapere che i sovietici hanno dislocato diverse testate nucleari a Cuba, un paese loro alleato. La crisi dei missili venne poi superata non tanto con l'accordo dello smantellamento delle testate sovietiche nell'isola e di quelle statunitensi in Turchia, quanto con la restituzione di Sokolov, che ora bisogna nuovamente recuperare.
Naked Snake effettua il primo lancio HALO della storia atterrando nella regione di Tselinoyarsk. Dopo aver evitato le sentinelle, riesce a localizzare Sokolov e si accinge a riportarlo in salvo quando si presenta un giovane Ocelot, ufficiale del GRU. Snake riesce a sconfiggere Ocelot momentaneamente e prosegue verso il punto di incontro stabilito per riportare Sokolov in America, ma mentre attraversa un ponte incontra The Boss, la sua vecchia mentore, con la quale aveva sviluppato la tecnica di combattimento corpo a corpo detta CQC (Close Quarter Combat). Essa rivela a Snake di aver disertato e di aver persino portato un regalino ai suoi nuovi alleati sovietici: una testata atomica miniaturizzata. The Boss è in compagnia del colonnello Volgin (un esaltato ufficiale del GRU) e della sua vecchia squadra, l'Unità Cobra, formata da The Pain, The Fear, The End, The Fury, e la stessa The Boss. Essi rapiscono Sokolov e lo portano su un elicottero, mentre Snake se la vede con The Boss, riportando la peggio. Il colonnello Volgin, un essere spregevole e sadico, ha l'ambizione di scalzare l'attuale capo del Soviet con un colpo di Stato al fine di passare il potere a Brežnev.
Così, per cancellare le prove del suo tradimento, lancia la testata atomica portatagli da The Boss, contro il centro di ricerca dove era tenuto Sokolov. A quel punto, il leader del Cremlino chiama il presidente U.S.A. e lo accusa del grave attacco atomico; in risposta, gli viene detto che i colpevoli sono Volgin e The Boss. Al che, il leader sovietico richiede che entrambi siano catturati e uccisi dagli stessi servizi segreti americani, per evitare una crisi gravissima. Gravemente ferito nel duello con The Boss, Snake viene riportato in America e curato alla meglio, per essere poi il prescelto dai Servizi, come l'unico in grado di assolvere alla difficile missione.

### Operazione Snake Eater
Snake fa ritorno a Tselinoyarsk, una settimana dopo, ma stavolta gli obiettivi della missione, denominata Operation Snake Eater ("Operazione mangiaserpenti"), sono più complessi: oltre a salvare Sokolov, dovrà distruggere lo Shagohod, uccidere il colonnello Volgin, e soprattutto uccidere The Boss in quanto disertrice e traditrice. Avanzando incontra EVA, un'ex-agente della NSA che ha disertato nell'Unione Sovietica e che lo aiuterà nel corso della nuova operazione. In realtà, secondo gli ordini di Zero, Snake avrebbe dovuto incontrare un certo ADAM, ma la stessa EVA gli annuncia che ADAM è morto. Il giorno dopo Snake si ritrova a fare i conti con l'Unità Ocelot: dopo averli sconfitti, ritrova Ocelot in persona che prende in ostaggio EVA, ma entrambi riescono a farla franca, e ad Ocelot non resta che scappare.
Snake prosegue il suo cammino e ritrova ancora una volta Ocelot, che lo sfida ad una duello uno-contro-uno; subito dopo The Pain interviene con i suoi calabroni e costringe Snake a gettarsi all'interno di una caverna in cerca di riparo. Qui affronta e sconfigge The Pain, dopodiché trova l'uscita della grotta.
Raggiunge un magazzino, dove vede Volgin infierire sadicamente su Tanya (in realtà EVA, spacciatasi amante di Sokolov per poter spiare Volgin più da vicino e quindi fornire preziose informazioni a Snake). Snake arriva ai laboratori ed incontra Granin, il più grande scienziato militare sovietico, che passa il suo tempo ad ubriacarsi a causa dei suoi connazionali che hanno preferito finanziare lo Shagohod di Sokolov, e mettere da parte il suo progetto: il famigerato Metal Gear. Sentendosi tradito, Granin, cede a Snake informazioni su come raggiungere Groznyj Grad. Si dirige dunque verso la foresta ed incontra The Fear, temibile nonché invisibile avversario. Una volta sconfitto prosegue fino ad incontrare The End, leggendario cecchino ultracentenario. Si svolge allora una lunga ed estenuante battaglia tra i due, a colpi di fucile di precisione.
Sconfitto anche The End, il nostro eroe prosegue fino ad incontrarsi ancora con EVA, questa volta tra le Montagne di Krasnogorje (Le Montagne Rosse); ella gli consiglia di passare attraverso l'impianto fognario che passa anche sotto il complesso, ma qui Snake si trova a fare i conti con The Fury, un folle ex-astronauta munito di lanciafiamme. Dopo averlo ucciso, Snake si ritrova finalmente a Groznyj Grad, il centro dove viene tenuto prigioniero Sokolov; per riuscire a raggiungerlo, EVA gli consiglia di rubare i vestiti a Ivan Raikov, un maggiore del GRU "amico" di Volgin, e di travestirsi da lui, grazie anche all'apposita maschera in sua dotazione. Lo stratagemma riesce, e Snake incontra Sokolov; ma ecco apparire Volgin, che lo scopre dato che Snake non conosce l'affinità tra i due. Snake viene duramente percosso, poi viene portato nella sala delle torture, dove viene massacrato dal Colonnello. Nella sala ci sono anche Tanya, Ocelot e The Boss. Ocelot comincia a sospettare che Tanya sia una spia, e per questo sfida la sua fortuna ad una roulette russa con il revolver. La scena si svolge dinanzi a Snake che, calcolando precisamente il ritmo rotante delle pistole, si accorge che il prossimo colpo, destinato a Tanya, sarà quello fatale. Dunque sferra un calcio ad Ocelot per impedire che Tanya venga colpita, e per puro caso il proiettile sparato dalla pistola colpisce l'occhio destro di Snake, rendendolo permanentemente inutilizzabile. Grazie a uno stratagemma Snake riesce a fuggire attraverso le fogne inseguito dai cani e da Ocelot, ma alla fine di essa si apre una cascata: da lì, inseguito, egli si getta, cadendo e perdendo i sensi.
Mentre è nell'acqua, svenuto, ha un incontro con l'anima di The Sorrow, antico compagno di The Boss e membro dei Cobra, dotato di poteri medium. Snake, grazie a una grandissima forza di volontà, riesce a svegliarsi dall'incubo, sconfiggendo spiritualmente The Sorrow. Egli, quindi, proseguendo nella foresta in mezzo alla quale si è risvegliato, si incontra con EVA in una grotta, che gli riconsegna anche l'equipaggiamento sottrattogli durante le torture. Nel tepore della grotta, sdraiati davanti al fuoco, EVA cerca di dimostrare la sua "riconoscenza" a Snake, che l'ha salvata dalla roulette russa di Ocelot, ma lui rifiuta le sue avances, forse perché non vuole la pietà di EVA, avendo perduto il suo occhio destro. I due elaborano un piano per distruggere lo Shagohod, ed EVA parte a bordo della sua moto per preparare ai due una via di fuga. Penetrato nuovamente nella base, Snake piazza quindi il C3 (versione precedente del noto C4) con il fine di distruggere l'hangar contenente lo Shagohod, allontanandosi subito dopo. Ma non va molto lontano: viene fermato da Volgin che lo costringe a battersi con lui, mentre EVA viene scoperta e quasi resta uccisa.
Snake sconfigge Volgin, non con poca fatica, e fugge via prima che il C3 esploda. Purtroppo il fattore strategico dell'esplosione (il carburante dello Shagohod), viene vanificato poiché gli operatori rimuovono il carburante dai serbatoi, diminuendo di molto il danno dell'esplosione: lo Shagohod non è ancora distrutto. Volgin prende il comando dello Shagohod ed inizia così la fuga di Snake ed EVA in moto. Snake allora mette mano al lanciamissili RPG-7 e con una lunghissima battaglia tra la base, l'aeroporto e la foresta vicino all'OKB, distrugge finalmente il carro armato e sconfigge anche Volgin, che viene terminato da un fulmine. Snake ed EVA, fuggendo, hanno un brutto incidente con la moto, in seguito al quale la seconda viene ferita molto gravemente; i due riescono con molta fatica a fuggire nonostante uno stretto inseguimento da parte delle truppe di Volgin, e finalmente arrivano al lago Rokovoj Bereg. L'idrovolante che li porterà in salvo è pronto, ma Snake deve prima concludere la missione con quello che è il suo compito più difficile e ingrato: affrontare ed uccidere The Boss. Il duello fra i due si svolge in un enorme campo di stelle di Betlemme bianche che ondeggiano al vento; alla fine Snake ha la meglio e The Boss gli chiede di finirla con un ultimo proiettile.
Compiuta la missione, Snake entra nel velivolo pilotato da EVA, ormai sicuro di aver assolto a tutti i compiti; ma ecco che l'instancabile Ocelot penetra nell'aereo e costringe Snake all'ennesima sfida alla roulette russa uno-contro-uno. Nessuno dei due muore, perciò Ocelot saluta con rispetto Snake e salta dall'aereo, cadendo nel lago. Ma ecco che l'aereo è ora inseguito da due MiG-21 sovietici, che dovrebbero abbatterlo; proprio all'ultimo istante, però, il presidente Chruščëv, grato a Snake per il suo successo nella missione, ordina ai suoi jet di tornare indietro. Così l'aereo riesce ad atterrare in Alaska, e i nostri due eroi possono finalmente rilassarsi davanti al camino, con un bicchiere in mano; e alla fine, anche il gelido Snake riesce a sciogliersi tra le braccia della bella EVA. Ma al risveglio, una brutta sorpresa accoglie Snake: grazie ad un registratore, EVA racconta finalmente tutta la verità. Ella gli svela di non aver mai lavorato per l'NSA e di essere una spia cinese e che lo ha aiutato solo per ottenere le grandi ricchezze di Volgin, la cosiddetta Eredità dei Filosofi, con la quale il Colonnello ha finanziato la costruzione di Groznyj Grad e dello Shagohod, e permettere al suo paese di continuare la ricerca sulle armi nucleari per mettersi alla pari con le grandi potenze occidentali. Svela inoltre che sia "EVA" che "ADAM" erano in realtà due uomini. Il vero ADAM non si era presentato, permettendole di fingere di essere lei EVA.
Ormai demoralizzato, Snake viene accolto in patria come un eroe: durante la sua visita alla Casa Bianca, il Presidente in persona gli stringe la mano con gratitudine e gli conferisce il titolo di "Big Boss", avendo superato di gran lunga a detta sua la leggendaria The Boss. Ma i pensieri di Snake tornano alle parole di EVA, incise sul registratore: la sua amica e mentore The Boss non era affatto una traditrice, anzi, era una vera eroina che per evitare una pericolosa escalation tra U.S.A. e U.R.S.S. ha deciso di addossarsi la colpa della bomba lanciata da Volgin, consapevole del fatto che il Governo degli Stati Uniti avrebbe mandato il migliore dei suoi uomini, Snake, per ucciderla, al fine di placare le ire del presidente russo. Una patriota sacrificata dal suo stesso paese, come capro espiatorio. L'epilogo ci porta in un cimitero, dove Snake posa dei fiori su una tomba il cui epitaffio recita: "Ad un eroe che ha salvato il mondo", quella di The Boss, il cui ricordo vivrà per sempre nel suo cuore, e fa il saluto in lacrime.

### Dialogo dopo i crediti
Come consuetudine, ai titoli di coda segue un dialogo telefonico, questa volta tra Ocelot e il capo della CIA.
A lui Ocelot rivela di essere il famoso ADAM che non si è mai presentato sul luogo dell'incontro (evitando così di essere ucciso da EVA), e di aver fatto il triplo gioco. Spia americana, che si finge spia del KGB di Chruščëv infiltrata nel GRU di Volgin.

## Modalità di gioco
Rispetto ai capitoli precedenti, in MGS3, ci sono sostanziali differenze nel metodo di gioco.
Metal Gear Solid 3 integra con le meccaniche classiche del genere stesso degli stealth l'infiltrazione nella tundra russa e nel sottobosco oltre che negli edifici. MGS3 inoltre include elementi di pura sopravvivenza come la caccia agli animali per tenere in buono stato il vigore (differente dalla salute effettiva del personaggio), che indica la velocità con cui le ferite di Snake si curano, e cala in base al peso delle armi o correndo in giro. Se il vigore è troppo basso, Snake non potrà respirare sott'acqua prima di perdere energia o rimanere appeso per molto tempo e gli tremeranno le mani se tiene un'arma. Inoltre, non mangiare troppo tempo farà brontolare lo stomaco a Snake, col rischio di farsi sentire da un nemico. Snake Eater integra pure pronto soccorso sul campo come cura con sutura, rimozione di proiettili e fasciature con stecche per le ossa rotte. Altra innovazione è stata inoltre l'indice di mimetizzazione, un indicatore dinamico e variabile in percentuale ed in tempo reale che indicava il livello di camuffamento del personaggio nell'ambiente circostante: se il valore scende occorre cambiare la mimetica o le pitture facciali per adattarsi ad ogni tipo di ambiente ed evitare di farsi vedere dai nemici con maggiore facilità.
È presente un nuovo sistema di combattimento chiamato CQC (Close quarter combat), che permette di eseguire diverse mosse corpo a corpo contro i nemici. Se è disarmato o usa un coltello, Snake può ora fare più azioni mentre strangola l'avversario: asfissiarlo, buttarlo a terra, sgozzarlo o interrogarlo per ottenere informazioni.
Confrontando le abilità di Solid Snake e Big Boss si può notare come il primo abbia a disposizione un maggior numero di strumenti bellici di alta tecnologia che lo aiutano costantemente nel portare a termine le sue missioni. Questo è dovuto in primo luogo all'ambientazione: tra le due avventure, intercorre un intervallo di tempo di circa quarant'anni.
Big Boss ha a propria disposizione solo un microfono direzionale, che gli permette di sentire da qualche metro di distanza i passi dei nemici per capire dove si trovano e 2 tipi di radar molto approssimativi; uno permette unicamente di vedere la posizione delle sentinelle, senza sapere però quale sia il loro campo visivo, mentre l'altro permette la visualizzazione della selvaggina. Riguardo all'armamentario, Naked Snake non possiede il mirino laser (solo armi come la Vz 61 Skorpion e la pistola EZ ne sono dotati) e deve muoversi con cautela poiché rischia di far sentire i propri passi alle sentinelle nemiche.

### Ferite
In questo gioco, Naked Snake può subire delle ferite da combattimento o a causa della natura. Possono curarsi con il tempo, ma si cureranno più in fretta se Snake usa la giusta attrezzatura medica, che però è limitata. Para-Medic spiega come affrontare i vari tipi di ferite la prima volta che capitano. Alcune ferite possono verificarsi anche nella storia. Le ferite sono le seguenti:
- Frattura ossea: se Snake viene colpito da un potente attacco fisico o si ferisce a causa di cadute troppo alte, gli si potrebbero rompere delle ossa. In caso di frattura ossea, l'energia massima scenderà in base alla gravità della frattura ossea e Snake sarà più lento nei movimenti a causa della gamba ferita. Per curarle sono necessarie una stecca e delle bende.
- Ustione: Snake subisce un'ustione se prende fuoco o viene colpito da un'esplosione. Le ustioni riducono l'energia massima in base a quanto sono gravi e si curano con un unguento e delle bende.
- Sanguisughe: A volte, se Snake rimane per troppo tempo in una palude o in acqua, delle sanguisughe gli si possono attaccare addosso, facendogli perdere vigore. Per scacciarle bisogna usare il sigaro oppure l'insetticida.
- Taglio: Snake può ritrovarsi con un taglio se viene pugnalato con un coltello o colpito da oggetti affilati. I tagli riducono l'energia massima in base a quanto sono gravi. Per curare un taglio servono un emostatico, del disinfettante, una benda e dei fili di sutura.
- Calabroni: The Pain può sparare dei calabroni addosso a Snake, e se entrano nel suo corpo, peggiorano le sue ferite attuali finché non li toglie con il coltello, ma poi deve applicare un emostatico e disinfettante sul taglio.
- Avvelenamento: Snake verrà avvelenato se viene morso da un animale velenoso come i serpenti. Il veleno gli farà perdere energia finché non usa un siero per curare l'avvelenamento.
- Intossicazione alimentare: Snake non deve mangiare cibi velenosi, compresi alcuni animali con le tossine, o avrà un'intossicazione alimentare. Come il veleno, le intossicazioni alimentari riducono l'energia, e in più, se non viene curata in tempo, Snake vomiterà ciò che ha mangiato, il che metterà fine all'effetto, ma gli farà anche perdere molto vigore. Lo stesso succede se viene fatto girare troppo nella schermata del menù di sopravvivenza. Per curare un'intossicazione alimentare serve un antidoto.
- Freccia: Se Snake viene colpito da una freccia, può rimanere attaccata al suo corpo, riducendo la sua energia massima di una quantità variabile in base alla gravità della ferita. Per curare la ferita Snake deve estrarre la freccia con il coltello, disinfettare la ferita e applicare un emostatico per fermare l'emorragia.
- Mal di stomaco: Ad eccezione di razioni e noodle istantanei, il cibo, compresi gli animali catturati, marcirà col tempo. Snake non deve mangiare i cibi scaduti o avrà il mal di stomaco, che gli farà continuamente perdere vigore finché non usa una medicina digestiva. Il mal di stomaco può anche passare se Snake vomita.
- Dardo tranquillante: Il cecchino The End può sparare dardi tranquillanti. Se Snake viene colpito da uno di questi, il suo vigore calerà velocemente finché non lo rimuove con il coltello, e se il vigore si svuota del tutto, sviene.
- Ferita da arma da fuoco: Snake può ritrovarsi con queste ferite se viene colpito da armi da fuoco come pistole o fucili. Per curare queste ferite dovrà usare il coltello per togliere il proiettile, disinfettare la ferita, applicare un emostatico e poi una benda.
- Dardo avvelenato: Alcune frecce sono avvelenate e riducono l'energia di Snake finché non tratta la ferita. Per curarsi da un dardo avvelenato bisogna usare un siero per neutralizzare il veleno e poi usare il coltello per togliere il dardo, un emostatico e del disinfettante per la ferita.

## Motore grafico
Il motore grafico di Snake Eater è lo stesso di Metal Gear Solid 2: Sons of Liberty (che già aveva stupito pubblico e critica nel 2001), ma che è stato ulteriormente migliorato. In molti hanno dichiarato la qualità grafica di Snake Eater come la migliore su PlayStation 2; alcuni sostennero anche che tale grafica spinse la console ben oltre i suoi limiti teorici.
Particolarmente apprezzata è stata la realizzazione della foresta russa. Il team di sviluppo di Hideo Kojima ha infatti rivolto molte attenzioni alla realizzazioni di alberi, fogliame sottoboschivo, vento, pioggia, acqua e fuoco. Notevole lavoro è stato svolto anche sulle texture,sul rendering delle distanze, e sui singoli modelli poligonali dei personaggi.

## Shagohod
Lo Shagohod (in russo: Шагоход, traducibile in Camminatore) è il nuovo tipo d'arma creata da Sokolov con i finanziamenti di Volgin usata dai sovietici per imporsi nel mondo. È un mastodontico carro armato bi-posto da 152 tonnellate e mezzo, equipaggiato con tre mitragliatrici DŠK da 12.7 mm, poste al centro sotto al modulo di controllo, ed è dotato anche di sei missili terra-aria 9K112 Kobra.
È progettato per lanciare un attacco nucleare in qualsiasi parte del globo, sfruttando un missile a media gittata SS-20 Saber (un IRBM), che tuttavia viene lanciato come un ICBM, grazie alle due unità razzo che utilizzano la tecnologia Vostok, la stessa utilizzata dai sovietici per la costruzione dei razzi spaziali che hanno portato Jurij Gagarin nello spazio.
Questi razzi accelerano lo Shagohod, portandolo da una velocità di 80 fino ai 500 km/h, per poi preparare il lancio del missile percorrendo una pista lunga almeno 4,5 km. Tale accelerazione funge da primo stadio per il missile che può così aumentare la propria portata fino a 10000 km di distanza. Il sistema di trazione non si basa su cingoli o su ruote ma su due viti di Archimede che gli permettono una presa su qualsiasi tipo di terreno. Una parte del sistema di trazione può essere usata per speronare aerei ed abbattere muri.

## Personaggi

### The Boss
Conosciuta anche come The Joy o Voyevoda (cioè combattente, soldato, appellativo che in Russia designa grande rispetto fra i soldati.), The Boss è una donna sui quarant'anni, scattante, agile, bionda e misteriosa, nonché il maestro/mentore di Naked Snake: quasi una madre per lui. Diserta in Russia, con la sua immancabile pistola d'assalto Patriot equipaggiata con la sua Sneaking Suit di ispirazione spaziale (dato che è anche andata nello spazio) va in giro per le basi di Groznij Grad, la fortezza di Volgin e per le foreste in sella ad un cavallo bianco. È accompagnata dal fantasma del suo amico-amante, un medium di nome The Sorrow. Sfida e combatte Snake, finché, in un luogo colmo di fiori candidi detto Rokovoj Bereg, muore sotto i suoi colpi, gli dona la sua Patriot e gli spiega lo scoppio della guerra fredda: l'Eredità dei Filosofi. Tutte le scelte (anche la sua morte) che ha fatto sono dovute per la seguente missione assegnatale dalla CIA e dal Presidente: recuperare l'eredità dei filosofi, fermare Volgin e recuperare i dati dello Shagohod.

### Naked Snake
È uno dei personaggi principali dell'intera saga. Lo conosciamo con il nome in codice Naked Snake e, dopo l'Operazione Snake Eater, con il nome di Big Boss.
Prima degli avvenimenti descritti nel videogioco Snake viene addestrato da The Boss, insegnante con cui costruisce un profondissimo legame. Con lei sviluppa il CQC, la tecnica di combattimento ravvicinato.
Quando The Boss viene richiamata in servizio, Snake continua l'addestramento in quasi tutti i corpi speciali americani, tra cui i Berretti Verdi dove ha modo di partecipare ai test nucleari sull'atollo di Bikini. Dal momento che FOX, un'unità speciale fondata per le missioni di infiltrazione, necessitava di uomini altamente qualificati, a Snake viene assegnata, nel 1964, la Missione Virtuosa.

### Ocelot
Maggiore al servizio del colonnello Volgin. Guida l'unità Ocelot, un reparto speciale della Spetsnaz del GRU.
Un genio dei colpi di rimbalzo, ma gli manca la vera esperienza di battaglia.
Lui e Snake sono nemici da quando quest'ultimo riuscì a sconfiggerlo usando le tecniche del combattimento ravvicinato (CQC). Da quel giorno lui e Snake sono rivali fino alla fine della missione.

### EVA
Spia del KGB infiltrata nelle file di Volgin, EVA si presenta come un personaggio tanto enigmatico quanto affascinante. Nel corso della storia rappresenta un aiuto fondamentale per Snake, al quale fornisce informazioni e materiale utili per la riuscita della missione. Alla fine del gioco, EVA si rivela essere un agente della Repubblica Popolare Cinese incaricato di trafugare l'Eredità dei Filosofi nonché i dati tecnici dello Shagohod ai danni sia della Russia che degli USA. Nonostante la sua missione preveda di uccidere Snake, la donna per promessa a The Boss, sceglie di lasciarlo in vita per tramandargli la verità sul sacrificio compiuto da The Boss.
Finita l'"Operazione Snake Eater" si perdono le sue tracce.

### Sokolov
Nikolai Stephanovic Sokolov è uno scienziato sovietico che, a seguito della creazione del suo progetto bellico dello Shagohod - un carro armato dalla potenza devastante - viene rapito per completare la sua arma distruttiva e consegnarla a Volgin, seguace di Breznev. È stato scelto poiché il suo predecessore, Granin, ha proposto un progetto non "realizzabile" (il Metal Gear, che si ritrova in Metal Gear Solid) e poi perché Sokolov ha sviluppato il progetto dei razzi Vostok e a Volgin serviva uno studioso in grado di creare un mezzo che sfruttasse tale tecnologia.
Sokolov è un personaggio molto semplice che ha come unico ideale quello di salvarsi la pelle e di restare fuori dagli impicci. Dimostra però, in una parte del gioco, di essere molto attaccato alla sua famiglia (che fa uscire dai confini sovietici prima di lui) e di avere invece una forte personalità. Nel gioco sembra rimanere ucciso per mano di Volgin nella sala delle torture, morte che viene smentita nel seguito per PSP, Metal Gear Solid: Portable Ops.

### Colonnello Volgin
Il colonnello Yevgeny Borisovitch Volgin è il beneficiario della famosa Eredità dei Filosofi di cui fa uso per sviluppare nuove tecnologie come l'Hind-D e per reclutare un'armata al fine di sorvegliare gli scienziati sequestrati per la realizzazione del progetto Shagohod. Suo padre è stato un comandante russo molto severo che ha sottratto, poiché ne è stato amministratore diretto, il denaro dei Filosofi (noti, in seguito, come Patriots): questo spiega il motivo per cui Volgin abbia potuto sviluppare l'intera installazione per lo sviluppo e la creazione dello Shagohod. Inoltre, egli riesce a gestire con facilità la corrente elettrica, scagliandola o sparando proiettili scaldati con la stessa, il che lo rende un individuo particolarmente pericoloso.

### Maggiore Raikov
Ivan Raidenovitch Raikov è un maggiore del GRU, secondo al comando di Groznyj Grad dopo il colonnello Volgin. Snake deve recarsi da Sokolov che si trova nell'ala ovest della fortezza, dove la sorveglianza è strettissima e può accedervi soltanto chi ha un'autorizzazione di grado colonnello: per questo motivo Snake deve travestirsi da Raikov, ma per farlo deve prima individuare il maggiore, che si trova da qualche parte nell'ala est dell'edificio principale, eliminarlo senza che nessuno se ne accorga, e prendere i suoi vestiti che, insieme alla maschera ricevuta all'inizio della missione, rendono il travestimento perfetto. Infatti, nonostante Raikov sia un maggiore, egli è trattato come un ufficiale di grado colonnello in quanto è l'amante di Volgin, e perciò ha libero accesso a tutta la struttura.
Raikov è molto somigliante a Raiden, del quale è una parodia.

### Granin
Aleksandr Leonovitch Granin è uno scienziato russo, creatore del progetto Metal Gear, appartenente all'ordine di Lenin e premiato dalla patria come un grande rappresentante del comunismo sovietico. Egli lavora, durante la Seconda guerra mondiale, nel reparto di progettazione bellica dell'esercito e viene, in un certo senso, rinnegato dalla sua amata madrepatria. Infatti, il suo progetto nucleare viene scartato per far posto a quello dello Shagohod di Sokolov. Depresso e offeso, decide di ritirarsi nel suo laboratorio di Graniny Gorky, dove si consola bevendo alcolici.
Decide però anche di vendicarsi della sua stessa nazione, inviando il suo progetto, di nascosto, ad un suo amico negli U.S.A., affinché, in un futuro prossimo (che sarà lo scenario di Metal Gear Solid), la sua stessa creatura possa rivoltarsi contro chi l'ha tradito. L'amico americano, mostrato in una foto nel suo studio, assomiglia palesemente a Otacon, fedele collaboratore di Solid Snake. In Metal Gear Solid: Peace Walker si scopre che l'amico americano di Granin è Huey Emmerich, padre di Otacon.

### Unità Cobra
L'Unità Cobra è un'unità speciale che è stata usata durante la seconda guerra mondiale dagli USA. I 5 componenti avevano i nomi delle emozioni che provavano in battaglia: The Pain, The Fury, The Fear, The End, The Sorrow e The Joy (alias The Boss).
La squadra si è sciolta alla fine della seconda guerra mondiale e i componenti sono diventati mercenari.
Ognuno dei componenti della squadra presenta determinate tecniche e capacità in battaglia:

#### The Pain
Il nome in codice di The Pain indica il dolore che prova sul campo di battaglia. Dotato di un mitra Thompson, è conosciuto anche come "soldato calabrone" perché, tramite un calabrone regina che tiene dentro lo zaino, è in grado di controllare uno sciame di calabroni, usandoli per formare uno scudo impenetrabile attorno a sé, per creare una copia di se stesso che trae in inganno l'avversario, oppure per trasportare granate da far esplodere vicino al nemico. The Pain può lanciare dalla bocca le cosiddette "api proiettile": si tratta di calabroni allevati dentro il suo corpo e dotati di un veleno molto potente.

#### The Fear
Come suggerisce il suo nome in codice, The Fear ha paura in battaglia. Abile costruttore di trappole, usa due balestre chiamate Guglielmo Tell e Piccolo Joe i cui dardi contengono il veleno del ragno Phoneutria nigriventer. È chiamato "soldato ragno" perché è in grado di slogare e riassestare le giunture del proprio corpo con facilità e senza sentire dolore, il che gli permette di muoversi molto velocemente, effettuare grandi salti e salire sugli alberi, facilitato in questo anche dalla capacità di usare la lingua (diventata biforcuta in seguito a un'operazione) come un'appendice prensile. The Fear può inoltre rendersi temporaneamente invisibile grazie alla sua uniforme mimetica, che gli offre un grande vantaggio nel tendere imboscate, ma gli fa anche consumare molto vigore; per questo deve spesso fermarsi per cercare cibo e medicine sparsi nell'area.

#### The End
Ultracentenario, il primo tiratore scelto della storia moderna, è una figura quasi druidica. Può parlare con gli spiriti della foresta ed è in grado di sfruttare la fotosintesi per recuperare le forze, grazie alla sua mimetica Muschio. Ha una strabiliante maestria nei travestimenti: si accovaccia e si rende quasi invisibile e, immobile, scruta l'orizzonte con l'ottica del suo fucile a tranquillanti, un Mosin-Nagant 1891/30 modificato per l'occasione in grado di sparare calmanti da 22 mm. Molto veloce nei movimenti, l'unica pecca è che, fra un appostamento e l'altro, si addormenta russando. Possiede un degno aiutante: un parrocchetto, pappagallo, che si mette vicino alla preda senza farsi notare, aiutandolo molto.

#### The Fury
The Fury è un astronauta andato nello spazio, ma a causa di un incidente è rimasto ustionato ed è diventato insensibile al dolore. Durante le battaglie prova collera ed è equipaggiato con un lanciafiamme, una tuta ignifuga e un jet pack che gli permette di volare per brevi periodi di tempo.

#### The Sorrow
The Sorrow era il soldato medium dell'Unità Cobra: possedeva infatti poteri psichici che gli consentivano di comunicare con le anime dei morti e usare le loro abilità. The Sorrow è stato ucciso nel 1962 dalla donna che amava, The Boss, ma in alcuni momenti il suo spirito si manifesta a Snake per fornirgli aiuto.

#### The Joy
The Joy era il nome in codice di The Boss prima dello scioglimento dell'Unità Cobra, di cui era il leader. Essa è il simbolo del tipico soldato: fiera, determinata, orgogliosa e patriottica, disposta a sacrificare la propria vita per il suo paese, anche dopo che questo le ha voltato le spalle e preso il figlio. Esperta nel CQC, utilizza una mitragliatrice Patriot ottenuta modificando l'XM1EI.

### Unità aerea a sostegno di Snake
Un AC-130 "Combat Talon" con a bordo una squadra che, a distanza dal suolo russo, aiuta Snake durante la missione dandogli consigli e informandolo su tutti i personaggi che riescono a reperire. Non può intervenire in alcun modo perché andrebbero contro i trattati di pace (che come ricorderà lo stesso Zero lo stanno già facendo mandando Snake là).
Questo gruppo è formato da:

#### Major Zero
È il diretto superiore, nonché amico, di Snake e ha seguito entrambe le missioni. Tiene informato Snake riguardo ai retroscena cui lui stesso ha partecipato (come la restituzione ai russi di Sokolov) nella missione "virtuosa" è rimasto anche lui sconcertato dalla diserzione di The Boss. La sua carriera, come quella di Snake, dipende dal successo alla missione: eliminare The Boss e fermare i progetti di Volgin.

#### Para-Medic
È la dottoressa nonché esperta di cure mediche alternative a cui Snake fa riferimento per curare le proprie ferite. Tra le altre cose è anche esperta di film e di alimentazione.

#### Sigint
È l'esperto di tecnologie nonché di armi che vi saprà indicare come poter affrontare i nemici ed è lui che vi informerà sull'armamentario nemico e di chi si affronta (non a caso il suo soprannome coincide con una branca dell'intelligence dedita in questo settore). Dopo questa missione creerà la DARPA per lo sviluppo di nuove tecnologie militari.

## Colonna sonora
Dalla colonna sonora di Metal Gear Solid 3 sono stati tratti due album contenenti tutte le musiche del gioco: Metal Gear Solid 3: Snake Eater Original Soundtrack, uscito in Giappone il 15 dicembre 2004 e in Germania nel 2005, e Metal Gear Solid 3: Snake Eater – The First Bite, pubblicato solamente in Giappone. Il primo album contiene anche un codice che permette di ottenere nuove uniformi mimetiche per Naked Snake.

## Accoglienza
La rivista Play Generation classificò l'epilogo come il terzo finale più "spaccamascella" tra i titoli usciti su PlayStation 2. La stessa testata trovò il bug di Snake che poteva attraversare i muri come il terzo più memorabile mentre considerò The End come il boss più epocale e il vecchietto più arzillo e EVA come il quinto personaggio meno vestito.
La rivista Game Republic, in una retrospettiva del 2013, lo mette al primo posto in una classifica dei 50 migliori giochi per PlayStation 2, in quanto capolavoro di gameplay e narrativa.

## Edizioni successive

### Versione HD
La versione rimasterizzata in alta definizione di Snake Eater è stata inclusa nella raccolta Metal Gear Solid: HD Collection pubblicata per PlayStation 3, PS Vita e Xbox 360, la quale ha portato notevoli cambiamenti nell'aspetto del gioco in confronto alla versione su PlayStation 2.
Sostanzialmente il motore grafico è rimasto esattamente lo stesso; tuttavia la risoluzione nativa del gioco è stata portata a 1280x720 pixel (su console fisse) e a 960x540 pixel (su PlayStation Vita) che ha notevolmente aumentato il dettaglio generale del gioco. È stato implementato un filtro antialiasing MSAA 2x, totalmente assente nella versione originale, per ridurre le scalettature delle immagini e aumentare ulteriormente il livello di dettaglio.
Anche il framerate è stato raddoppiato: su PlayStation 2 il gioco girava a 30 fps, con oscillazione massima tra i 14 e i 28; sulla versione rimasterizzata il framerate è stato portato a 60 fps, che oscillano tra i 38 e i 58 sia su PlayStation 3 che su Xbox 360.

### Metal Gear Solid: Snake Eater 3D
All'E³ 2010, Konami ha presentato una demo per Nintendo 3DS intitolata Metal Gear Solid 3D: Snake Eater – The Naked Sample. Il produttore della serie, Hideo Kojima, ha affermato che se verrà effettivamente creato un Metal Gear per 3DS, avrà alcuni elementi in comune con il titolo per PSP Metal Gear Solid: Peace Walker, tra cui la modalità di gioco cooperativa. La demo mostrata all'E³ era solo un esempio di quello che sarebbe stato possibile fare con il 3DS e non serviva come annuncio per alcun gioco in produzione. Al Tokyo Game Show 2010, Konami ha annunciato che un nuovo Metal Gear è in produzione e verrà distribuito per 3DS nel 2011, ma non sono stati rivelati ulteriori dettagli. Metal Gear Solid: Snake Eater 3D è stato ufficialmente mostrato al Nintendo World 2011. Il 27 luglio 2011 il gioco è stato posticipato al 2012 e la trama è rimasta la stessa, anche se con effetti grafici di molto superiori rispetto all'originale.
È uscito in Nord America, per la prima volta il 21 febbraio 2012 e l'8 marzo in Giappone e Europa.

### Metal Gear Solid Δ: Snake Eater
Il 25 maggio 2023 durante il PlayStation Showcase è stato annunciato un remake intitolato Metal Gear Solid Δ: Snake Eater che uscirà per PlayStation 5 e Microsoft Windows il 28 agosto del 2025, successivamente confermato anche per Xbox Series X/S.